# Parosphromenus rubrimontis
Parosphromenus rubrimontis (червоногорський паросфромен) — тропічний прісноводний вид риб з родини осфронемових (Osphronemidae), підродина макроподових (Macropodusinae).
Був описаний 2005 року разом із п'ятьма іншими видами паросфроменів з Півострівної Малайзії, Суматри та Калімантану. До того всі вони ідентифікувалися як P. deissneri, вид що обмежується островом Банка.
Parosphromenus rubrimontis — це один з найкрасивіших представників роду, й водночас він належить до числа видів, яким загрожує найбільша небезпека зникнення в дикій природі.
Належить до групи P. harvey (серед інших до її складу входять P. harveyi, P. tweedei, P. bintan, P. rubrimontis, P. alfredi), яка вражає своєю однорідністю, диференціація цих видів є складною й суперечливою.
Parosphromenus rubrimontis отримав назву на честь містечка Букіт-Мера (малай. Bukit Merah) в малайзійському штаті Перак, назва якого перекладається як «Червона Гора». Видова назва по суті є перекладом малайського Букіт-Мера: rubrimontis від латинських ruber («червоний») і mons, montis («гора»).

## Опис
Вид сягає максимум 3,5 см загальної довжини. У спинному плавці 11-12 твердих і 5-7 м'яких променів, в анальному 13-14 твердих і 6-8 м'яких. Хвостовий плавець закруглений. Спинний плавець у самців високий і загострений на кінці, височіє над тілом як прапор.
Забарвлення тіла смугасте, складається з коричневих та жовтих поздовжніх смуг, що чергуються. Найбільш помітною деталлю забарвлення непарних (спинного, анального та хвостового) плавців є бірюзова поздовжня смуга, на хвостовому плавці вона йде дугою. По обидва боки від неї проходять чорні смуги, а зовні непарні плавці мають тонку біло-блакитну облямівку. Характерною ознакою виду є присутність червоного забарвлення на непарних плавцях. На спинному плавці це смужка, розташована біля його основи. Схожа, але значно менш виразна червона смужка присутня також біля основи анального плавця. Виразна чорна зона в основі хвостового плавця оточена червоним кольором. Черевні плавці, включаючи нитку, чорні, біля основи мають блакитне або зелене забарвлення.
Самки не мають світлої облямівки непарних плавців.
Цей вид виявляє певну варіативність, специфічну не тільки для конкретної місцевості, але й для окремого штаму або навіть виводка.
На перший погляд самців P. rubrimontis можна сплутати з іншими видами паросфроменів, в яких на непарних плавцях присутнє червоне забарвлення. Зокрема, єдина чітка відмінність від P. alfredi полягає в кольорі черевних плавців: у P. alfredi вони мають блакитний до білого колір, а в P. rubrimontis — чорний. Ці дуже темні нитки черевних плавців також є важливою ознакою, яка дозволяє відрізнити P. rubrimontis від P. opallios. Самок P. rubrimontis дуже легко сплутати із самками інших видів.

## Поширення
Вид поширений у прісних водоймах на північному заході Півострівної Малайзії (штат Перак). Була зафіксована його присутність лише в трьох відомих місцях. Орієнтовна територія поширення становить 65 км².
Вид видається стенотопним (мешкає тільки тут) для «чорноводних» біотопів, пов'язаних з торфово-болотними лісами. Його ловили на мілководді (глибина 1–1,5 м). В дикій природі P. rubrimontis живе за низьких показників pH (від 3,5 до 4,5) і надзвичайно низької провідності (до 20 мкСм/см), через вміст гумінових речовин вода має дуже темне забарвлення.
Загроза існуванню виду дуже висока. Дика природа регіону вже майже повністю знищена. Типова місцевість виду щезла через осушення та перетворення ділянки лісу на сільськогосподарські угіддя, тепер тут плантація олійної пальми. Інші невеликі ділянки, де вид все ще існує, перебувають перед схожою загрозою, але станом на 2011 рік вид все ще існував в окремих заболочених районах Пераку.

## Біологія
Харчується дрібними безхребетними.
Батьківське піклування полягає в будівництві гнізд із піни. Самці залицяються в положенні головою донизу. Під час суперництва з іншими самцями вони стоять у горизонтальній позиції, а нижня частина тіла в них стає темною. Самки під час залицяння, навпаки, стають дуже блідими, майже жовтими.

## Утримання в акваріумі
Р. Оттінгер (нім. R. Ottinger) привіз цей вид в Європу з Букіт-Мера на початку 1984 р. З того часу P. rubrimontis ще кілька разів завозився в приватний спосіб, переважно аматорами-ентузіастами. До знищення типової місцевості вид кілька разів був присутній у продажу під різними торговими назвами або як «P. deissneri». Відтоді комерційний імпорт здійснювався рідко. Завозилися штами, що походили з різних місцевостей і трохи відрізнялися забарвленням. Їх утримували й розводили окремо, як запобіжний захід від змішування.
Умови утримання та розведення P. rubrimontis такі самі, як і для інших паросфроменів. Рекомендується витримувати показники води, характерні для природного середовища існування виду. Крім загального низького вмісту солей, важливою є відсутність у воді мікроорганізмів. P. rubrimontis належить до більш вибагливих видів, в першу чергу через вимоги до якості води та гігієни. Якщо дотримуватись зазначених правил, цих риб можна успішно утримувати та розводити протягом тривалого часу. Кладки бувають маленькі або середні (20-40 ікринок).